# George Eastman (acteur)
Pour les articles homonymes, voir Eastman (homonymie).
George Eastman, de son vrai nom Luigi Montefiori, est un acteur, réalisateur et scénariste italien de série B, né le 16 août 1942 à Gênes.

## Biographie
Ayant commencé sa carrière cinématographique dans des westerns, Montefiori prit son pseudonyme américanisant George Histman, qui devint par la suite George Eastman.
Il devient une figure familière de la série B italienne, où il tient souvent des rôles de méchant grâce à sa haute taille et à son allure inquiétante.
Acteur et scénariste récurrent des films de Joe D'Amato de la période « érotico-exotique », il tourne aux côtés d'Annj Goren, Lucía Ramírez, Mark Shannon et Dirce Funari. Toutefois à l'instar de cette dernière il n'apparaît pas dans les scènes hardcore.
Son rôle le plus célèbre fut dans Antropophagus (1980) de D'Amato, dans lequel il joue un tueur cannibale fou, ce qui donna à Eastman le surnom de « l'homme qui se mange lui-même » (en raison d'une scène marquante du film).
À la fin des années 1980, Eastman se retira de la vie d'acteur et se concentra sur celui de scénariste, une fonction qu'il occupe toujours.

## Filmographie

### Comme acteur
- 1966 : Mon nom est Pécos (Due once di piombo)
- 1966 : Django tire le premier (Django spara per primo) : Jeff Cluster
- 1967 : Le Dernier Tueur (L'Ultimo killer) : Ramón / Chico
- 1967 : Django le Taciturne (Bill il taciturno) : Django
- 1967 : Le Cobra (Il cobra) de Mario Sequi : Crane
- 1967 : Coup de maître (Colpo maestro al servizio di Sua Maestà britannica)
- 1967 : Poker au colt (Un poker di pistole) de Giuseppe Vari : Lucas
- 1968 : Le Salaire de la haine (Odia il prossimo tuo) : Gary Stevens
- 1968 : Belle Starr (Il mio corpo per un poker) : Larry Blackie
- 1968 : Django, prépare ton cercueil ! (Preparati la bara!) : Lucas
- 1968 : Pas de roses pour OSS 117 (Niente rose per OSS 117) : Karas
- 1969 : Cinq Fils de chien (Cinque figli di cane) : McGowan
- 1969 : Satyricon (Fellini - Satyricon) : Minotauro
- 1969 : La Colline des bottes (La Collina degli stivali) : Baby Doll
- 1970 : Ciak Mull (Ciakmull - L'uomo della vendetta) : Hondo
- 1971 : Chaco : Chaco
- 1971 : Sabata règle ses comptes (Quel maledetto giorno della resa dei conti) de Sergio Garrone : George Benton
- 1972 : Méfie-toi Ben, Charlie veut ta peau (Amico, stammi lontano almeno un palmo) : Charlie Logan
- 1972 : L'Appel de la forêt (The Call of the Wild) : Black Burton
- 1973 : Baba Yaga : Arno Treves
- 1973 : Les Rangers défient les karatékas (Tutti per uno... botte per tutti)
- 1973 : Scalawag : Don Aragon
- 1974 : Le Permis de conduire
- 1974 : Les Chiens enragés (Cani arrabbiati) de Mario Bava : Trentadue
- 1975 : Emmanuelle et Françoise (Emanuelle e Françoise le sorelline) : Carlo
- 1975 : A forza di sberle (en)
- 1975 : Le Tigre de la rivière Kwai (La Tigre venuta dal fiume Kwai) : James
- 1976 : Pour un dollar d'argent (Sangue di sbirro) : Dan Caputo
- 1976 : La Cage aux minets (Bordella) : Simbad
- 1976 : Celestina
- 1977 : Quella strana voglia d'amore
- 1977 : Emanuelle autour du monde (Emanuelle - Perché violenza alle donne?) : Guru Shanti
- 1978 : La febbre americana (it)
- 1980 : Hard Sensation : Clyde
- 1980 : Le Sexe noir (Sesso nero) : L'ami de Mark
- 1980 : Antropophagus : Nikos Karamanlis
- 1980 : La Nuit fantastique des morts-vivants (Le Notti erotiche dei morti viventi) : Larry O'Hara
- 1981 : Porno Holocaust : Dr Lemoir
- 1981 : Horrible (Rosso sangue) : Mikos Stenopolis
- 1982 : Les Nouveaux Barbares (I Nuovi barbari)
- 1982 : Delizie erotiche (it)
- 1982 : Les Guerriers du Bronx (1990: I guerrieri del Bronx) : Golan
- 1983 : La Guerre du fer (La Guerra del ferro - Ironmaster) d'Umberto Lenzi : Vood
- 1983 : Les Déchaînements pervers de Manuela : Jacob (images d'archives)
- 1983 : 2019 après la chute de New York (2019 - Dopo la caduta di New York) : Big Ape
- 1983 : Le Gladiateur du futur (Endgame - Bronx lotta finale) : Kurt Karnak
- 1984 : Blastfighter, l'exécuteur (Blastfighter) : Tom
- 1985 : Le Roi David (King David) : Goliath
- 1986 : Atomic Cyborg (Vendetta dal futuro) : Raoul Morales
- 1986 : Attention privés ! (Asilo di polizia) : Bruno Falcone
- 1986 : Regalo di Natale : Stefano Bertoni
- 1987 : Les Barbarians (The Barbarians) : Jacko
- 1987 : Sentences de mort (Le Foto di Gioia) : Alex
- 1989 : Clair (In una notte di chiaro di luna) : Zaccarias
- 1990 : Il ritorno del grande amico (it)
- 1990 : Metamorphosis (en) : homme dans le bureau (caméo)
- 1996 : Forza Roma (Al centro dell'area di rigore) : Tulipano
- 2004 : La rivincita di Natale : Stefano Bertoni

### Comme réalisateur
- 1982 : 2020 Texas Gladiators (Anno 2020 - I gladiatori del futuro)
- 1990 : Metamorphosis (en)

### Comme scénariste
- 1976 : Keoma de Enzo G.Castellari
- 1976 : Bestialité (Bestialità) de Peter Skerl (it)
- 1981 : Horrible (Rosso Sangue) de Joe D'Amato (sous le pseudo de Peter Newton)
- 1992 : La Loi du désert (Beyond Justice) de Duccio Tessari